# MG WA
Der MG WA ist ein Tourer, eine Limousine oder ein Cabriolet der oberen Mittelklasse, die MG 1933 als Nachfolger des MG 18/80 Mark III und bis dahin größtes Modell herausbrachte.
Die Wagen haben einen Sechszylinder-Reihenmotor mit 2561 cm³ Hubraum und 96,5 bhp (71 kW), der die Hinterräder antreibt. Die Höchstgeschwindigkeit beträgt 136 km/h. 1939 wurde die Produktion ohne Nachfolger eingestellt.